# Bootlegs & B-Sides
Bootleg & B-Sides è una raccolta di Ice Cube. L'album presenta dei remix e dei b-sides di Ice Cube

## Tracce
1. "Robbin' Hood (Cause It Ain't All Good)"
2. "What Can I Do? (Remix)"
3. "24 Wit' An L"
4. "You Know How We Do It (Remix)"
5. "2 N The Morning"
6. "Check Yo Self (Remix)" (feat. Das EFX)
7. "You Don't Wanna Fuck Wit These (Unreleased '93 Shit)"
8. "Lil Ass Gee (Eerie Gumbo Remix)"
9. "My Skin Is My Sin" (feat. WC)
10. "It Was A Good Day (Remix)"
11. "U Ain't Gonna Take My Life"
12. "When I Get To Heaven (Remix)"
13. "D'Voidofpopniggafiedmegamix"